# Champorcher
Champorcher – miejscowość i gmina we Włoszech, w regionie Dolina Aosty.
Według danych na styczeń 2009 gminę zamieszkiwały 402 osoby przy gęstości zaludnienia 5,9 os./1 km².